# 基特卡森 (科罗拉多州)
基特卡森（英語：Kit Carson），是美国科罗拉多州夏延县下属的一座城市。建市于1931年7月13日，面积大约为0.584平方英里（1.513平方公里）。根据2010年美国人口普查，该市有人口233人。2011年估计该市有人口237人，相比2010年人口增长率为1.72%。同时，论人口该市是科罗拉多州第232大城市。